# Bab Boujeloud

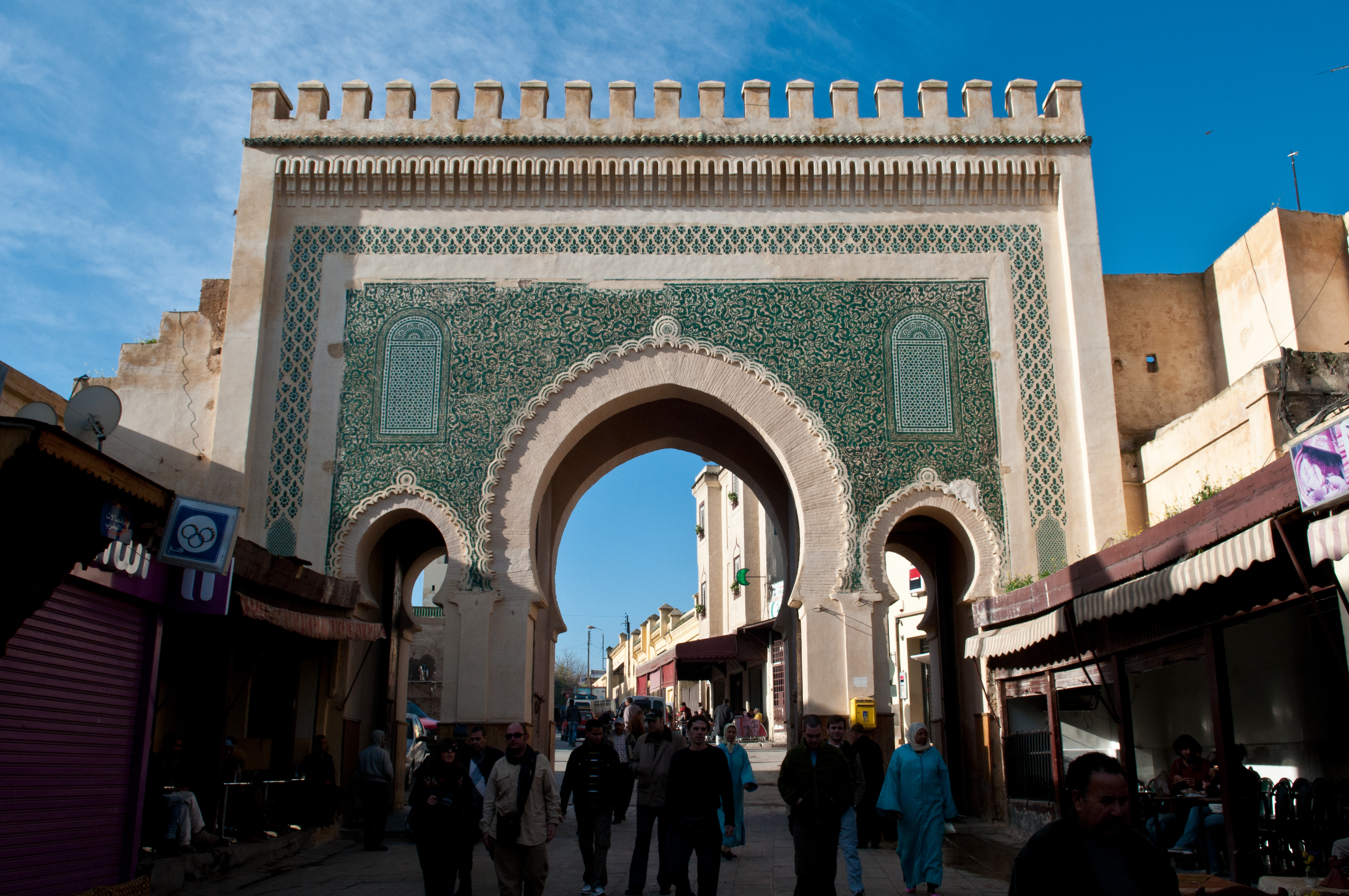
Bab Boujeloud – Innenseite

Das Bab Boujeloud (auch Bab Bou Jeloud u. ä.; arabisch باب بوجلود) ist ein kolonialzeitliches Stadttor im Westen der Medina von Fès in Marokko; es ist eines der Wahrzeichen der Stadt und des ganzen Landes. Als Teil der Medina von Fès zählt es seit dem Jahr 1981 zum UNESCO-Welterbe.

## Geschichte
Das ursprüngliche Stadttor war ein Bauwerk aus almohadischer Zeit (12. Jahrhundert); zu Beginn des 20. Jahrhunderts war es nicht mehr repräsentativ. Das heutige Tor wurde – etwas seitlich versetzt – zu Beginn des französischen Protektorats im Jahr 1913 erbaut. Der wahrscheinlich französische Architekt ist unbekannt.

## Architektur und Dekor
Das dreiportalige Tor ahmt in seiner Grundkonstruktion ganz bewusst einen antiken Triumphbogen nach, doch sind die Portalbögen als Hufeisenbögen ausgebildet und in seinem Dekor finden sich keinerlei antike Reminiszenzen: Es ist figurenlos und flächig und orientiert sich in hohem Maße an den Stadttoren Moulay Ismails in Meknès, z. B. dem Bab El Khemis. Wie jenes schließt es oben mit einer Zinnenreihe ab und ab Höhe der Bogenansätze beginnt eine alfiz-Rahmung. Während die Außenseite des Tores in Blautönen gehalten ist, ist die Innenseite mit grünen Kacheln (azulejos) geschmückt; die Glasur der Kacheln ist teilweise ausgekratzt und dadurch ornamentiert. In den Bogenfeldern über den seitlichen Durchgängen finden sich nahezu gleichfarbige, aber weitgehend geometrisch gestaltete Kachelmosaike.

## Bedeutung
In seiner Architektur vereint das Bab Boujeloud antik-europäische mit islamisch-maurischen Traditionen und bildet auf diese Weise ein Bindeglied zwischen beiden Welten. Die Farbgebung nimmt Bezug auf den Islam (grün) und die traditionell blaue Farbe der Keramikprodukte von Fès (bleu de Fès).